# 서울특별시도 제21호선
서울특별시도 제21호선 (시흥 ~ 중림선)은 서울특별시 금천구 시흥동에서 시작하여 여의도를 지나 서울특별시 중구 중림동에서 끝나는 도로 노선이다.

## 주요 경유지
서울특별시
- 금천구 (시흥동 - 독산동)
- 관악구 (신림동)
- 구로구 (구로동)
- 동작구 (신대방동 - 대방동)
- 영등포구 (대림동 - 신길동 - 여의도동)
- 용산구 (이촌동 - 원효로4가 - 한강로3가 - 한강로2가 - 신계동 - 문배동 - 원효로1가 - 청파동3가 - 청파동2가 - 청파동1가 - 서계동)
- 중구 (만리동1가 - 중림동)

## 노선

서울금천우체국 부근

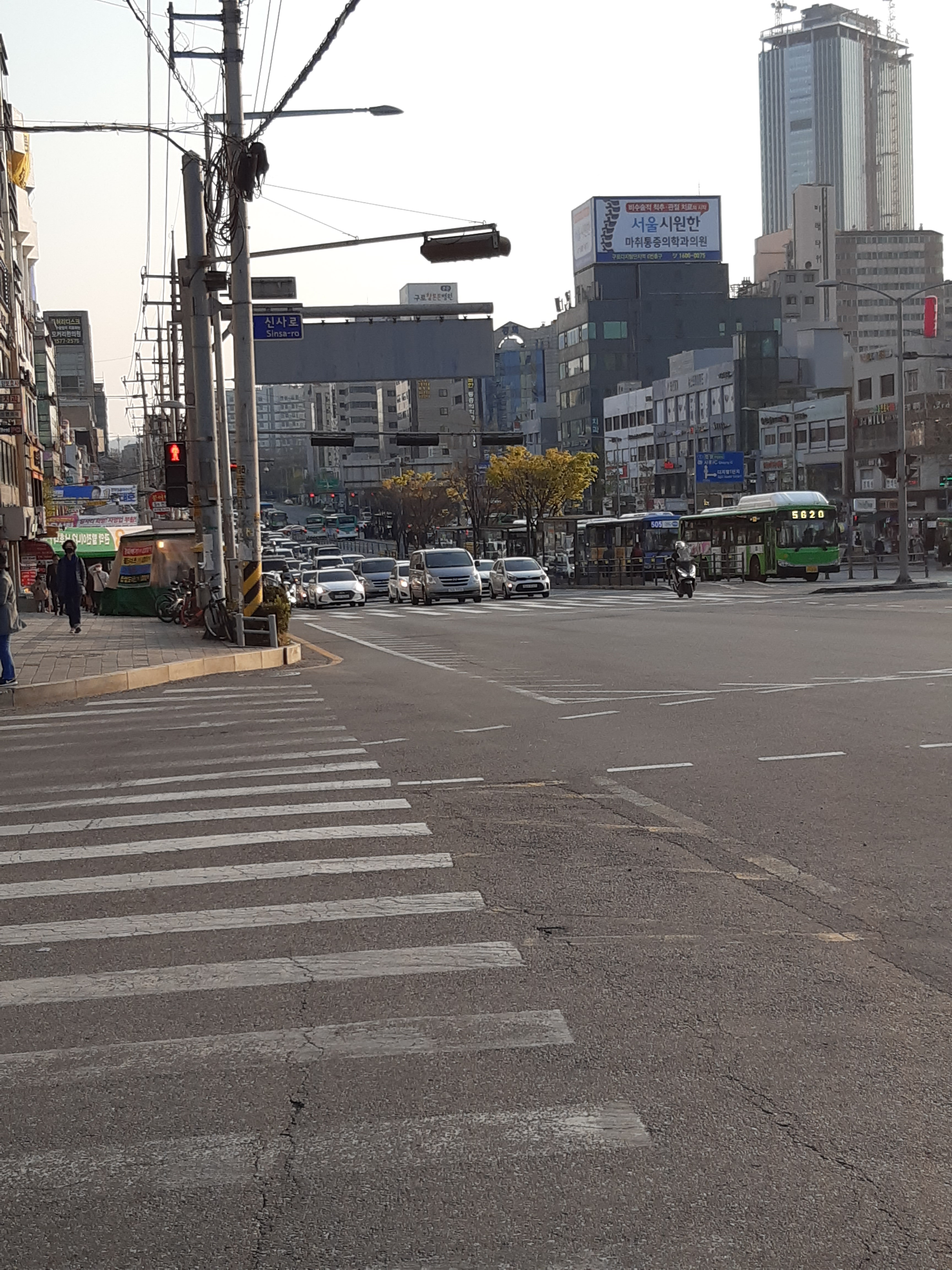
시흥대로와 신사로 교차하는 도로

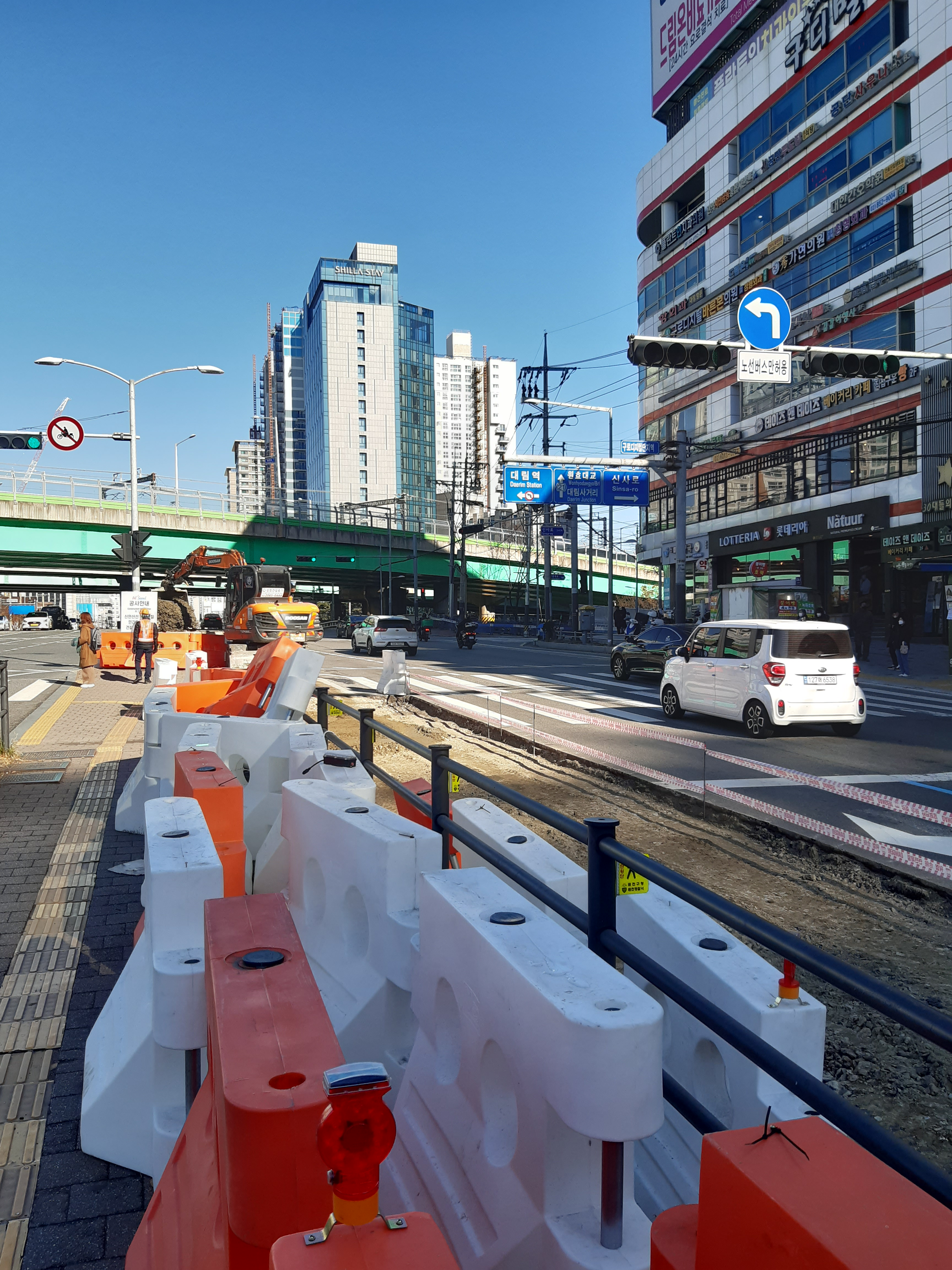
신안산선 공사중(구로디지털단지역 부근)

- 연한 파란색(■): 국도 제1호선 중복 구간

| 도로명                       | 교차로 · 교량 · 터널          | 접속 노선                      | 소재지                       | 소재지                       | 소재지                       | 소재지                       | 비고                          |
| 국도 제1호선 경수대로와 직결 | 국도 제1호선 경수대로와 직결  | 국도 제1호선 경수대로와 직결   | 국도 제1호선 경수대로와 직결 | 국도 제1호선 경수대로와 직결 | 국도 제1호선 경수대로와 직결 | 국도 제1호선 경수대로와 직결 | 국도 제1호선 경수대로와 직결  |
| ---------------------------- | ----------------------------- | ------------------------------ | ---------------------------- | ---------------------------- | ---------------------------- | ---------------------------- | ----------------------------- |
| 시 흥 대 로                  |                               | 국도 제1호선 경수대로          | 금천구                       | 금천구                       | 시흥제3동                    | 시흥제3동                    | 서울특별시와 경기도 간의 경계 |
| 시 흥 대 로                  | 삼성산길                      | 교차로 이름 없음               | 금천구                       | 금천구                       | 시흥제3동                    | 시흥제3동                    |                               |
| 시 흥 대 로                  | 시흥대로6길                   | 교차로 이름 없음               | 금천구                       | 금천구                       | 시흥제3동                    | 시흥제3동                    |                               |
| 시 흥 대 로                  | 시흥대로8길                   | 교차로 이름 없음               | 금천구                       | 금천구                       | 시흥제3동                    | 시흥제3동                    |                               |
| 시 흥 대 로                  | 기아대교앞(석수역)            | 기아로                         | 금천구                       | 금천구                       | 시흥제3동                    | 시흥제3동                    |                               |
| 시 흥 대 로                  |                               | 시흥대로28길                   | 금천구                       | 금천구                       | 시흥제3동                    | 시흥제3동                    | 교차로 이름 없음              |
| 시 흥 대 로                  | 시흥대로36길                  |                                | 금천구                       | 금천구                       | 시흥제3동                    | 시흥제3동                    | 교차로 이름 없음              |
| 시 흥 대 로                  |                               | 시흥대로39길                   | 금천구                       | 금천구                       | 시흥제3동                    | 시흥제1동                    | 교차로 이름 없음              |
| 시 흥 대 로                  | 박미삼거리                    | 독산로                         | 금천구                       | 금천구                       | 시흥제5동                    | 시흥제1동                    |                               |
| 시 흥 대 로                  |                               | 은행나무로                     | 금천구                       | 금천구                       | 시흥제1동                    | 시흥제1동                    | 교차로 이름 없음              |
| 시 흥 대 로                  | 시흥대로51길                  |                                | 금천구                       | 금천구                       | 시흥제1동                    | 시흥제1동                    | 교차로 이름 없음              |
| 시 흥 대 로                  | 시흥사거리                    | 국도 제1호선 금하로            | 금천구                       | 금천구                       | 시흥제1동                    | 시흥제1동                    |                               |
| 시 흥 대 로                  | 금천구청입구                  | 시흥대로71길                   | 금천구                       | 금천구                       | 시흥제1동                    | 시흥제1동                    |                               |
| 시 흥 대 로                  | 금천구청입구                  | 시흥대로73길                   | 금천구                       | 금천구                       | 시흥제1동                    | 시흥제1동                    |                               |
| 시 흥 대 로                  |                               | 시흥대로90길                   | 금천구                       | 금천구                       | 독산제1동                    | 독산제2동                    | 교차로 이름 없음              |
| 시 흥 대 로                  | 말미사거리                    | 범안로                         | 금천구                       | 금천구                       | 독산제1동                    | 독산제2동                    |                               |
| 시 흥 대 로                  | 말미사거리                    | 범안로                         | 금천구                       | 금천구                       | 독산제1동                    | 독산제4동                    |                               |
| 시 흥 대 로                  | 금천우체국                    | 두산로                         | 금천구                       | 금천구                       | 독산제1동                    |                              |                               |
| 시 흥 대 로                  | 금천우체국                    | 시흥대로122길                  | 금천구                       | 금천구                       | 독산제1동                    |                              |                               |
| 시 흥 대 로                  | 독산사거리                    | 가산로                         | 금천구                       | 금천구                       | 독산제1동                    |                              |                               |
| 시 흥 대 로                  | 독산사거리                    | 가산로                         | 금천구                       | 금천구                       | 독산제1동                    | 독산제3동                    |                               |
| 시 흥 대 로                  |                               | 시흥대로150길                  | 금천구                       | 금천구                       | 독산제1동                    | 교차로 이름 없음             |                               |
| 시 흥 대 로                  | 시흥나들목                    | 남부순환로                     | 금천구                       | 금천구                       | 독산제1동                    |                              |                               |
| 시 흥 대 로                  | 시흥나들목                    | 디지털로31가길                 | 금천구                       | 금천구                       | 독산제1동                    |                              |                               |
| 시 흥 대 로                  | 시흥나들목                    | 시흥대로161길                  | 구로구                       | 구로제3동                    | 관악구                       | 조원동                       |                               |
| 시 흥 대 로                  | 시흥나들목                    | 시흥대로161가길                | 구로구                       | 구로제3동                    | 관악구                       | 조원동                       |                               |
| 시 흥 대 로                  | 디지털단지입구                | 디지털로32길                   | 구로구                       | 구로제3동                    | 관악구                       | 조원동                       |                               |
| 시 흥 대 로                  | 디지털단지입구                | 시흥대로164길                  | 구로구                       | 구로제3동                    | 관악구                       | 조원동                       |                               |
| 시 흥 대 로                  | 구로디지털단지역              | 신사로, 도림천로               | 구로구                       | 구로제3동                    | 관악구                       | 조원동                       |                               |
| 시 흥 대 로                  | 구로교 (도림천)               |                                | 구로구                       | 구로제3동                    | 관악구                       | 조원동                       |                               |
| 시 흥 대 로                  | 영등포구                      | 대림제2동                      | 동작구                       | 신대방제1동                  |                              |                              |                               |
| 시 흥 대 로                  | 영등포구                      | 대림제2동                      | 동작구                       | 신대방제1동                  | 대림사거리                   | 대림로                       |                               |
| 시 흥 대 로                  | 영등포구                      | 대림제1동                      | 동작구                       | 신대방제1동                  | 대림사거리                   | 대림로                       |                               |
| 시 흥 대 로                  | 영등포구                      |                                | 동작구                       | 신대방제1동                  | 시흥대로187길                | 교차로 이름 없음             |                               |
| 시 흥 대 로                  | 영등포구                      | 대림삼거리                     | 동작구                       | 신대방제1동                  | 신길로                       |                              |                               |
| 여 의 대 방 로               | 영등포구                      | 대림삼거리                     | 동작구                       | 신대방제1동                  | 신길로                       | 신길제6동                    |                               |
| 여 의 대 방 로               | 영등포구                      |                                | 동작구                       | 신대방제1동                  | 여의대방로2길                | 신길제6동                    | 교차로 이름 없음              |
| 여 의 대 방 로               | 영등포구                      | 여의대방로10길                 | 동작구                       | 신대방제1동                  |                              | 신길제6동                    | 교차로 이름 없음              |
| 여 의 대 방 로               | 영등포구                      | 신대방제2동                    | 동작구                       |                              |                              | 신길제6동                    | 교차로 이름 없음              |
| 여 의 대 방 로               | 영등포구                      | 보라매공원입구                 | 동작구                       | 여의대방로20길               |                              | 신길제6동                    |                               |
| 여 의 대 방 로               | 영등포구                      | 대방천사거리                   | 동작구                       | 대방천로                     |                              | 신길제6동                    |                               |
| 여 의 대 방 로               | 영등포구                      | 대방천사거리                   | 동작구                       | 여의대방로24길               | 대방동                       | 신길제6동                    |                               |
| 여 의 대 방 로               | 영등포구                      | 보라매역                       | 동작구                       | 상도로                       | 대방동                       | 신길제6동                    |                               |
| 여 의 대 방 로               | 영등포구                      | 보라매역                       | 동작구                       | 신풍로                       | 대방동                       | 신길제6동                    |                               |
| 여 의 대 방 로               | 영등포구                      | 해군회관앞                     | 동작구                       | 가마산로                     | 대방동                       | 신길제7동                    |                               |
| 여 의 대 방 로               | 영등포구                      | 해군회관앞                     | 동작구                       | 여의대방로36길               | 대방동                       | 신길제7동                    |                               |
| 여 의 대 방 로               | 영등포구                      | 성남고교입구(서울지방병무청역) | 동작구                       | 여의대방로43길               | 대방동                       | 신길제7동                    |                               |
| 여 의 대 방 로               | 영등포구                      |                                | 동작구                       | 여의대방로46길               | 대방동                       | 신길제7동                    | 교차로 이름 없음              |
| 여 의 대 방 로               | 영등포구                      | 여의대방로49길                 | 동작구                       |                              | 대방동                       | 신길제7동                    | 교차로 이름 없음              |
| 여 의 대 방 로               | 대방지하차도 (경부선)(대방역) |                                | 영등포구                     | 영등포구                     | 신길제7동                    | 신길제7동                    |                               |
| 여 의 대 방 로               | 여의교 (샛강)(샛강역)         |                                | 동작구                       | 동작구                       | 대방동                       | 대방동                       |                               |
| 여 의 대 방 로               | 여의교 (샛강)(샛강역)         | 영등포구                       | 영등포구                     | 여의동                       | 여의동                       |                              |                               |
| 여 의 대 방 로               | 여의교오거리                  | 영등포구                       | 영등포구                     | 여의동                       | 여의동                       | 의사당대로                   |                               |
| 여 의 대 방 로               | 여의교오거리                  | 영등포구                       | 영등포구                     | 여의동                       | 여의동                       | 여의동로                     |                               |
| 여 의 대 방 로               |                               | 영등포구                       | 영등포구                     | 여의동                       | 여의동                       | 여의대방로65길               | 교차로 이름 없음              |
| 여 의 대 방 로               | 한양아파트앞                  | 영등포구                       | 영등포구                     | 여의동                       | 여의동                       | 국제금융로                   |                               |
| 여 의 대 방 로               | 원효대교 (한강)               | 영등포구                       | 영등포구                     | 여의동                       | 여의동                       |                              |                               |
| 청 파 로                     | 용산구                        | 용산구                         | 원효로제2동                  | 이촌제2동                    |                              |                              |                               |
| 청 파 로                     | 용산구                        | 용산구                         |                              | 원효로                       | 한강로동                     | 한강로동                     | 교차로 이름 없음              |
| 청 파 로                     | 용산구                        | 용산구                         | 청파로20길                   |                              | 한강로동                     | 한강로동                     | 교차로 이름 없음              |
| 청 파 로                     | 용산구                        | 용산구                         | 용산전자상가                 | 새창로                       | 한강로동                     | 한강로동                     |                               |
| 청 파 로                     | 용산구                        | 용산구                         | 욱천고가 (용산선)            |                              | 한강로동                     | 한강로동                     |                               |
| 청 파 로                     | 용산구                        | 용산구                         | 원효로제1동                  |                              |                              |                              |                               |
| 청 파 로                     | 용산구                        | 용산구                         |                              | 원효로90길                   | 교차로 이름 없음             |                              |                               |
| 청 파 로                     | 용산구                        | 용산구                         | 남영역                       | 원효로                       |                              |                              |                               |
| 청 파 로                     | 용산구                        | 용산구                         | 남영역                       | 한강대로77길                 | 청파동                       | 청파동                       |                               |
| 청 파 로                     | 용산구                        | 용산구                         |                              | 청파로45길                   | 청파동                       | 청파동                       | 교차로 이름 없음              |
| 청 파 로                     | 용산구                        | 용산구                         | 한강대로87길                 |                              | 청파동                       | 청파동                       | 교차로 이름 없음              |
| 청 파 로                     | 용산구                        | 용산구                         | 숙명여대입구                 | 청파로47길                   | 청파동                       | 청파동                       |                               |
| 청 파 로                     | 용산구                        | 용산구                         |                              | 청파로71길                   | 청파동                       | 청파동                       | 교차로 이름 없음              |
| 청 파 로                     | 용산구                        | 용산구                         |                              | 청파로85길                   | 청파동                       | 남영동                       | 교차로 이름 없음              |
| 청 파 로                     | 서울역서부                    | 만리재로                       | 중구                         | 중구                         | 중림동                       | 회현동                       |                               |
| 청 파 로                     | 서울역서부                    | 중림로                         | 중구                         | 중구                         | 중림동                       | 회현동                       |                               |
| 청 파 로                     | 중림동삼거리                  | 칠패로                         | 중구                         | 중구                         | 중림동                       | 회현동                       |                               |
| 청 파 로                     | 중림동삼거리                  | 청파로103길                    | 중구                         | 중구                         | 중림동                       | 회현동                       |                               |
| 청 파 로                     | 상수도사업본부삼거리          | 서소문로                       | 중구                         | 중구                         | 중림동                       | 중림동                       |                               |